# Cales de Mallorca
Cales de Mallorca és un indret turístic situat a la costa del municipi de Manacor, a la possessió de l'Hospitalet Vell, i està format principalment per establiments hotelers. Aquest nucli comprèn les cales de Cala Antena, es Domingos Gran i es Domingos Petit. Té una població empadronada de 1.005 persones (2019), el que fa de Cales de Mallorca el quart nucli de població més gran del municipi després de Manacor, Porto Cristo i s'Illot-Cala Morlanda.

## Història
La zona dels voltants de Cales de Mallorca, coneguda com s'Hospitalet Vell, presenta indicis de presència humana des d'almenys el segon mil·lenni abans de la nostra era.
En els anys seixanta s'inicià la urbanització de la zona.

## Política i administració
A efectes administratius, Cales de Mallorca és com una barriada més de Manacor i, per tant, no disposa de cap organisme de gestió propi. Els serveis públics proporcionats a la zona es concentren al Centre Cívic, que actua com a oficina de Correus, unitat bàsica de salut i oficina de turisme.

## Demografia
Evolució demogràfica del nucli de Cales de Mallorca entre 2000 i 2019:
| 2000  | 2001  | 2002  | 2003  | 2004 | 2005 | 2006 | 2007 | 2008 | 2009  |
| ----- | ----- | ----- | ----- | ---- | ---- | ---- | ---- | ---- | ----- |
| 672   | 710   | 782   | 777   | 748  | 725  | 823  | 891  | 944  | 1.042 |
| 2010  | 2011  | 2012  | 2013  | 2014 | 2015 | 2016 | 2017 | 2018 | 2019  |
| 1.051 | 1.059 | 1.050 | 1.085 | 881  | 882  | 845  | 865  | 938  | 1.005 |